# Le Bon et les Méchants
Le Bon et les Méchants és una pel·lícula francesa dirigida per Claude Lelouch i estrenada el 1976.

## Argument
De 1935 a 1945, dos truans, Jacques i Simon, són perseguits per l'inspector Bruno. En les seves aventures, coneixen Lola, un ganxo. La guerra esclata, els tres còmplices opten per la resistència, després tornen a les seves primeres activitats.

## Repartiment
- Jacques Dutronc: Jacques
- Marlène Jobert: Lola
- Jacques Villeret: Simon
- Bruno Cremer: L'inspector Bruno Deschamps
- Brigitte Fossey: Dominique Blanchot
- Jean-Pierre Kalfon: Henri Lafont
- Alain Mottet: comissari Blanchot
- Marie Déa: Mme Blanchot
- Serge Reggiani: cap de la Resistència
- Stéphane Bouy: Bony
- Georg Marischka: general alemany
- Philippe Léotard: venedor de Citroën
- Alain Basnier: fill Blanchot
- Valérie Lagrange: Françoise
- Claudio Gaia: Claudio De Souza
- Arlette Emmery: Arlette

## Al voltant de la pel·lícula
- La pel·lícula es va projectar en sépia.